# Raghbir Lal
Raghbir Lal Sharma (ur. 15 listopada 1929 w Rawalpindi, zm. 7 kwietnia 2025) – indyjski hokeista na trawie. Dwukrotny złoty medalista olimpijski.
Brał udział w dwóch edycjach letnich igrzysk olimpijskich (XV Letnie Igrzyska Olimpijskie Helsinki 1952, XVI Letnie Igrzyska Olimpijskie Melbourne 1956), podczas obu zdobywając złote medale. W dwóch turniejach rozegrał sześć spotkań (dwa gole).